# آرماندو کوپر
آرماندو کوپر (اسپانیایی: Armando Cooper‎؛ زادهٔ ۲۶ نوامبر ۱۹۸۷) بازیکن فوتبال اهل پاناما است.

## باشگاهی
از باشگاه‌هایی که در آن بازی کرده‌است می‌توان به باشگاه فوتبال گودوی کروز، باشگاه فوتبال سن پائولی و باشگاه فوتبال یونیورسیداد شیلی اشاره کرد.